# Melora Walters
Melora Walters (Dhahran, 21 de octubre de 1959) es una actriz estadounidense.

## Biografía

### Inicios
Walters nació en Dhahran, Arabia Saudí. Su nombre significa «compañerismo» en el idioma yoruba.
Asistió y se graduó en la Lake Forest Academy, en Lake Forest (Illinois).

### Carrera
Ha formado parte de los repartos de Paul Thomas Anderson, habiendo aparecido principalmente en Boogie Nights, como Jessie St. Vincent, y en Magnolia, como Claudia Wilson Gator. También ha aparecido en series como Aquellos maravillosos años, Roseanne, Seinfeld, NYPD Blue y CSI. 
En 2003, interpretó a Lila en Cold Mountain.  En 2004 interpretó a Andrea Treborn en El efecto mariposa. Participó como artista invitada en 2007 en Desperate Housewives como Sylvia Greene. Posteriormente interpretó a Wanda en la serie de la HBO, Big Love.

### Vida personal
Está divorciada del actor de Nip/Tuck, Dylan Walsh, con el que tiene dos hijos, Joanna y Thomas.